# Grand Prix automobile de Malaisie 1999
GP précédent GP suivant
Le Grand Prix automobile de Malaisie 1999 (1999 Petronas Malaysian Grand Prix), disputé sur le circuit international de Sepang le 17 octobre 1999, est la 645e épreuve de l'histoire du championnat du monde de Formule 1 courue depuis 1950 et la quinzième manche du championnat 1999.

## Apparition du Grand Prix au calendrier de la Formule 1
Dans les années 1990, la Malaisie souhaite obtenir un Grand Prix de Formule 1 afin de pouvoir rayonner dans le monde entier et détrôner Singapour dans le Sud-Est asiatique.
En 1996, en marge du Grand Prix du Portugal, les autorités malaisiennes et la Fédération internationale de l'automobile se mettent d'accord pour l'inscription au calendrier 1999 du championnat du monde d'une épreuve se déroulant en Malaisie.
Pour l'emplacement du circuit, les autorités malaisiennes désignent un immense terrain à Sepang. Il est alors couvert par la forêt vierge et appartient à l'aéroport de Kuala Lumpur. La compagnie Kuala Lumpur Airport consacre plus de 100 millions de dollars (environ 610 millions de francs) pour construire le circuit international de Sepang.
En octobre 1998, le Grand Prix de Malaisie est inscrit au calendrier de la saison 1999 à la date du 17 octobre.
Le nom officiel du Grand Prix est « I Petronas Malaysian Grand Prix » après un accord financier pour le parrainage de la course par la société Petronas.

## Engagés
Les onze écuries inscrites au championnat du monde 1999 sont toutes présentes en Malaisie.
Concernant les pilotes, ce Grand Prix marque le retour à la compétition de Michael Schumacher après son accident lors du Grand Prix de Grande-Bretagne le 11 juillet 1999,. Victime d'une fracture tibia-péroné à la jambe droite, Schumacher est forfait pendant six courses (Autriche, Allemagne, Hongrie, Belgique, Italie, Europe) et est remplacé par le Finlandais Mika Salo,. Ce dernier se retrouve alors sans volant jusqu'à la fin de la saison.
| Écurie                       | Numéro | Pilotes               | Châssis        | Moteur                           | Pneus |
| ---------------------------- | ------ | --------------------- | -------------- | -------------------------------- | ----- |
| West McLaren Mercedes        | 1      | Mika Häkkinen         | McLaren MP4-14 | Mercedes-Benz FO 110H 3.0 V10    | B     |
| West McLaren Mercedes        | 2      | David Coulthard       | McLaren MP4-14 | Mercedes-Benz FO 110H 3.0 V10    | B     |
| Scuderia Ferrari Marlboro    | 3      | Michael Schumacher    | Ferrari F399   | Ferrari Type 048/B/C 3.0 V10     | B     |
| Scuderia Ferrari Marlboro    | 4      | Eddie Irvine          | Ferrari F399   | Ferrari Type 048/B/C 3.0 V10     | B     |
| Winfield Williams            | 5      | Alessandro Zanardi    | Williams FW21  | Supertec FB01 3.0 V10            | B     |
| Winfield Williams            | 6      | Ralf Schumacher       | Williams FW21  | Supertec FB01 3.0 V10            | B     |
| Benson & Hedges Jordan       | 7      | Damon Hill            | Jordan 199     | Mugen-Honda MF-301HD 3.0 V10     | B     |
| Benson & Hedges Jordan       | 8      | Heinz-Harald Frentzen | Jordan 199     | Mugen-Honda MF-301HD 3.0 V10     | B     |
| Mild Seven Benetton Playlife | 9      | Giancarlo Fisichella  | Benetton B199  | Playlife FB01 3.0 V10            | B     |
| Mild Seven Benetton Playlife | 10     | Alexander Wurz        | Benetton B199  | Playlife FB01 3.0 V10            | B     |
| Red Bull Sauber Petronas     | 11     | Jean Alesi            | Sauber C18     | Petronas SPE-03A 3.0 V10         | B     |
| Red Bull Sauber Petronas     | 12     | Pedro Diniz           | Sauber C18     | Petronas SPE-03A 3.0 V10         | B     |
| Repsol Arrows                | 14     | Pedro de la Rosa      | Arrows A20     | Arrows A20E 3.0 V10              | B     |
| Repsol Arrows                | 15     | Toranosuke Takagi     | Arrows A20     | Arrows A20E 3.0 V10              | B     |
| HSBC Stewart Ford            | 16     | Rubens Barrichello    | Stewart SF-3   | Ford Cosworth CR-1 3.0 V10       | B     |
| HSBC Stewart Ford            | 17     | Johnny Herbert        | Stewart SF-3   | Ford Cosworth CR-1 3.0 V10       | B     |
| Gauloises Prost Peugeot      | 18     | Olivier Panis         | Prost AP02     | Peugeot A18 3.0 V10              | B     |
| Gauloises Prost Peugeot      | 19     | Jarno Trulli          | Prost AP02     | Peugeot A18 3.0 V10              | B     |
| Fondmetal Minardi Ford       | 20     | Luca Badoer           | Minardi M01    | Ford-Cosworth VJ Zetec-R 3.0 V10 | B     |
| Fondmetal Minardi Ford       | 21     | Marc Gené             | Minardi M01    | Ford-Cosworth VJ Zetec-R 3.0 V10 | B     |
| British American Racing      | 22     | Jacques Villeneuve    | BAR PR01       | Supertec FB01 3.0 V10            | B     |
| British American Racing      | 23     | Ricardo Zonta         | BAR PR01       | Supertec FB01 3.0 V10            | B     |

## Avant-course
La Malaisie est l'avant-dernière épreuve du championnat et la lutte pour le titre ne concerne plus que quatre pilotes : Mika Hakkinen, leader du championnat avec 62 points, Eddie Irvine (60 points), Heinz-Harald Frentzen (50 points) et David Coulthard (48 points).
Pour son retour à la compétition, Schumacher laisse clairement entendre que son objectif est d'abord d'aider Ferrari à conquérir le titre constructeur plutôt que d'aider Eddie Irvine à remporter le titre pilote : « D'abord conduire vite et ne pas avoir d'accident ! Puis marquer un maximum de points pour aider Ferrari à obtenir le titre constructeur. Si je suis en position de donner un coup de main à Eddie pour le titre pilote, je le ferai. Voilà mon deuxième objectif ».
Eddie Irvine, diplomate, accepte cette situation : « Est-ce que l'on peut rêver d'un meilleur deuxième pilote ? Depuis plus de trois ans, j'ai l'habitude de travailler avec lui. Il apporte beaucoup à Ferrari, comme il apporterait à n'importe quelle autre équipe si l'on considère son talent de pilote ». Si Irvine tient ces propos, c'est parce qu'il sait déjà qu'il ne pilotera plus pour Ferrari en 2000 puisqu'il rejoindra l'écurie Jaguar et que son remplaçant au sein de la Scuderia a déjà été annoncé (ce sera le Brésilien Rubens Barrichello),,.

## Essais libres
Le vendredi matin, Michael Schumacher se montre le plus rapide.
Le vendredi après-midi, Jacques Villeneuve réalise le meilleur temps devant David Coulthard,.
Le samedi matin, lors de la troisième séance d'essais libres, Schumacher réalise le meilleur temps devant son coéquipier Eddie Irvine.

## Qualifications
| Pos. | No | Pilote                | Équipe             | Temps          | Écart     |
| ---- | -- | --------------------- | ------------------ | -------------- | --------- |
| 1    | 3  | Michael Schumacher    | Ferrari            | 1 min 39 s 688 |           |
| 2    | 4  | Eddie Irvine          | Ferrari            | 1 min 40 s 635 | + 0 s 947 |
| 3    | 2  | David Coulthard       | McLaren-Mercedes   | 1 min 40 s 806 | + 1 s 118 |
| 4    | 1  | Mika Häkkinen         | McLaren-Mercedes   | 1 min 40 s 866 | + 1 s 178 |
| 5    | 17 | Johnny Herbert        | Stewart-Ford       | 1 min 40 s 937 | + 1 s 249 |
| 6    | 16 | Rubens Barrichello    | Stewart-Ford       | 1 min 41 s 351 | + 1 s 663 |
| 7    | 10 | Alexander Wurz        | Benetton-Playlife  | 1 min 41 s 444 | + 1 s 756 |
| 8    | 6  | Ralf Schumacher       | Williams-Supertec  | 1 min 41 s 558 | + 1 s 870 |
| 9    | 7  | Damon Hill            | Jordan-Mugen-Honda | 1 min 42 s 050 | + 2 s 362 |
| 10   | 22 | Jacques Villeneuve    | BAR-Supertec       | 1 min 42 s 087 | + 2 s 399 |
| 11   | 9  | Giancarlo Fisichella  | Benetton-Playlife  | 1 min 42 s 110 | + 2 s 422 |
| 12   | 18 | Olivier Panis         | Prost-Peugeot      | 1 min 42 s 208 | + 2 s 520 |
| 13   | 23 | Ricardo Zonta         | BAR-Supertec       | 1 min 42 s 310 | + 2 s 622 |
| 14   | 8  | Heinz-Harald Frentzen | Jordan-Mugen-Honda | 1 min 42 s 380 | + 2 s 692 |
| 15   | 11 | Jean Alesi            | Sauber-Petronas    | 1 min 42 s 522 | + 2 s 834 |
| 16   | 5  | Alessandro Zanardi    | Williams-Supertec  | 1 min 42 s 885 | + 3 s 197 |
| 17   | 12 | Pedro Diniz           | Sauber-Petronas    | 1 min 42 s 933 | + 3 s 245 |
| 18   | 19 | Jarno Trulli          | Prost-Peugeot      | 1 min 42 s 948 | + 3 s 260 |
| 19   | 21 | Marc Gené             | Minardi-Ford       | 1 min 43 s 563 | + 3 s 875 |
| 20   | 15 | Pedro de la Rosa      | Arrows             | 1 min 43 s 579 | + 3 s 891 |
| 21   | 20 | Luca Badoer           | Minardi-Ford       | 1 min 44 s 321 | + 4 s 633 |
| 22   | 14 | Toranosuke Takagi     | Arrows             | 1 min 44 s 637 | + 4 s 949 |

## Course

### Déroulement de la course
À l'issue du premier tour, l'ordre est le même que sur la grille de départ pour les deux premières lignes : Schumacher devance Irvine, Coulthard et Hakkinen. Au quatrième tour, Schumacher laisse volontairement passer Irvine qui lutte pour le titre de champion du monde. Un tour plus tard, Coulthard parvient à dépasser Schumacher. Mais au quinzième tour, le pilote écossais abandonne en raison d'une chute de la pression d'essence. Schumacher se contente alors de bloquer Hakkinen pour permettre à Irvine de prendre le large. À neuf tours de l'arrivée, Hakkinen doit repasser par les stands et laisse les deux Ferrari seules en tête.

### Classement à l'issue de la course
| Pos. | No | Pilote                | Écurie             | Tours | Temps/Abandon                      | Grille | Points |
| ---- | -- | --------------------- | ------------------ | ----- | ---------------------------------- | ------ | ------ |
| 1    | 4  | Eddie Irvine          | Ferrari            | 56    | 1 h 36 min 38 s 494 (192,682 km/h) | 2      | 10     |
| 2    | 3  | Michael Schumacher    | Ferrari            | 56    | + 1 s 040                          | 1      | 6      |
| 3    | 1  | Mika Häkkinen         | McLaren-Mercedes   | 56    | + 9 s 743                          | 4      | 4      |
| 4    | 17 | Johnny Herbert        | Stewart-Ford       | 56    | + 17 s 538                         | 5      | 3      |
| 5    | 16 | Rubens Barrichello    | Stewart-Ford       | 56    | + 32 s 296                         | 6      | 2      |
| 6    | 8  | Heinz-Harald Frentzen | Jordan-Mugen-Honda | 56    | + 34 s 884                         | 14     | 1      |
| 7    | 11 | Jean Alesi            | Sauber-Petronas    | 56    | + 54 s 408                         | 15     |        |
| 8    | 10 | Alexander Wurz        | Benetton-Playlife  | 56    | + 1 min 00 s 934                   | 7      |        |
| 9    | 21 | Marc Gené             | Minardi-Ford       | 55    | + 1 tour                           | 19     |        |
| 10   | 5  | Alessandro Zanardi    | Williams-Supertec  | 55    | + 1 tour                           | 16     |        |
| 11   | 9  | Giancarlo Fisichella  | Benetton-Playlife  | 52    | + 4 tours                          | 11     |        |
| Abd. | 22 | Jacques Villeneuve    | BAR-Supertec       | 48    | Embrayage                          | 10     |        |
| Abd. | 12 | Pedro Diniz           | Sauber-Petronas    | 44    | Sortie de piste                    | 17     |        |
| Abd. | 14 | Pedro de la Rosa      | Arrows             | 30    | Moteur                             | 20     |        |
| Abd. | 20 | Luca Badoer           | Minardi-Ford       | 15    | Sortie de piste                    | 21     |        |
| Abd. | 2  | David Coulthard       | McLaren-Mercedes   | 14    | Pression d'essence                 | 3      |        |
| Abd. | 6  | Ralf Schumacher       | Williams-Supertec  | 7     | Accident                           | 8      |        |
| Abd. | 15 | Toranosuke Takagi     | Arrows             | 7     | Transmission                       | 22     |        |
| Abd. | 23 | Ricardo Zonta         | BAR-Supertec       | 6     | Sortie de piste                    | 13     |        |
| Abd. | 18 | Olivier Panis         | Prost-Peugeot      | 5     | Moteur                             | 12     |        |
| Abd. | 11 | Damon Hill            | Jordan-Mugen-Honda | 0     | Collision                          | 9      |        |
| Np.  | 19 | Jarno Trulli          | Prost-Peugeot      |       | Moteur                             | 18     |        |

### Pole position et record du tour
- Pole position : Michael Schumacher en 1 min 39 s 688 (vitesse moyenne : 200,136 km/h).
- Meilleur tour en course : Michael Schumacher en 1 min 40 s 267 au 25e tour (vitesse moyenne : 198,981 km/h).

### Tours en tête
- Michael Schumacher : 17 (1-3 / 26-28 / 42-52)
- Eddie Irvine : 39 (4-25 / 29-41 / 53-56)

### Statistiques
- 4e et dernière victoire pour Eddie Irvine.
- 125e victoire pour Ferrari en tant que constructeur.
- 125e victoire pour Ferrari en tant que motoriste.
- Derniers points pour Johnny Herbert en Formule 1.
- Derniers points pour l'écurie Stewart en Formule 1.
- Le succès d'Eddie Irvine fait partie d'un triplé consécutif de dernière victoire en Formule 1 : Frentzen en Italie, Herbert en Europe et donc, Irvine en Malaisie.
- Dernière victoire d'un pilote britannique à bord d'une Ferrari.

## Après-course: déclassement puis reclassement des Ferrari

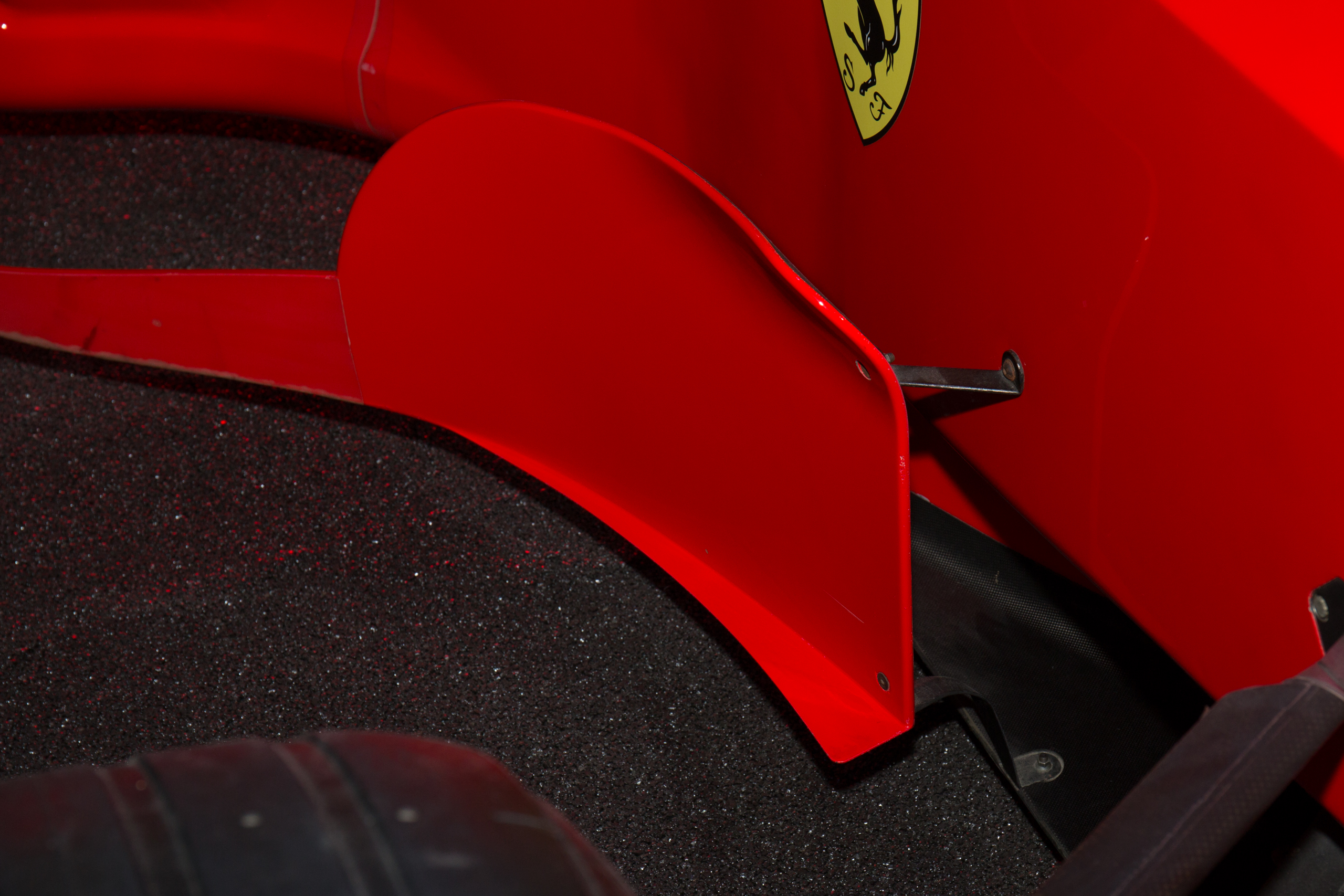
Déflecteur latéral droit de la Ferrari F399.

Trois heures après l'arrivée, le délégué technique de la FIA, Jo Bauer, publie un communiqué officialisant la mise hors course des Ferrari. Les deux monoplaces sont déclassées pour non-conformité de leurs déflecteurs latéraux pour un centimètre (article 3.12.6 au chapitre « carrosserie et dimensions »).
L'écurie italienne fait appel car le déclassement de ses deux monoplaces est synonyme de victoire pour Mika Hakkinen mais aussi de titre de champion du monde et ce, avant même la dernière course de la saison au Japon.
Au sein de la Scuderia Ferrari, Jean Todt plaide la bonne foi et accuse un espion adverse : « J'ai des raisons de croire que quelqu'un de très au fait s'est rendu compte de cette petite anomalie et est allé en référer à la direction de la course. Ce doit être une personne à l'oeil avisé car ni moi ni Ross Brawn n'avions noté ce point de détail. Tout cela est étrange ».
Quant à Bernie Ecclestone, il prend la défense de la Scuderia Ferrari : « c'est une honte que le championnat puisse être biaisé par la faute d'un ouvrier qui a fait une erreur à l'usine ». Cette déclaration provoque l'agacement de Max Mosley, le président de la FIA qui rappelle que rien ni personne ne peut influencer les travaux du tribunal d'appel.
Le samedi 23 octobre, le tribunal d'appel de la FIA est réuni à Paris et décide de reclasser les deux Ferrari. Max Mosley déclare : « Notre commissaire technique a refait les mesures devant les juges et a constaté qu'elles contenaient dans les 5 millimètres de tolérance prévus par le règlement »Le vainqueur du Grand Prix de Malaisie est donc Eddie Irvine qui s'empare ainsi de la tête du championnat du monde des pilotes avec 70 points devant Mika Hakkinen (66 points). Ferrari prend par la même occasion les rênes du championnat des constructeurs, avec quatre points d'avance sur McLaren-Mercedes.
Cette décision n'est pas du goût de Ron Dennis, le patron de McLaren qui estime qu'elle sert à maintenir le suspense avant la dernière course de la saison : « c'est une mauvaise journée pour le sport. Tout le monde veut une belle course au Japon, mais je crois que le prix à payer cette fois-ci est trop élevé. La pression commerciale dans notre sport est devenue très importante ».